# Геде
Геде (нім. Heede) — громада в Німеччині, розташована в землі Нижня Саксонія. Входить до складу району Емсланд. Складова частина об'єднання громад Дерпен.
Площа — 31,1 км2. Населення становить 2573 ос. (станом на 31 грудня 2021).